# Fernando Calzadilla
Fernando Calzadilla Maestre fue alcalde de Badajoz entre 1941 y 1944.

## Parlamentario
En la I Legislatura de las Cortes Españolas (1943-1946),  corresponde a su alcalde  el cargo de  procurador en Cortes (Administración Local),  nato por tratarse de un alcaldes de capitales de provincia y de Ceuta y Melilla. Causa baja el 6 de marzo de 1944.

## Reconocimiento
- Avenida Fernando Calzadilla considerada como una de las Avenidas más importantes de Badajoz.

| Predecesor: Sinforiano Madroñero | Alcalde de Badajoz 1941 - 1944 | Sucesor: Antonio Masa Campos |